# 张序三
张序三（1929年2月17日—），山东荣成人。中国人民解放军高级将领，中将军衔。

## 生平
张序三自小生长在共产党控制的抗日根据地，其父张世沂为八路军战士。张序三享受军属待遇，免费在抗日根据地的小学读书，曾参加共产党领导的民兵组织，袭击伪军。17岁高小毕业就在家乡当小学老师，1947年加入中国人民解放军，在第三野战军当政治军官，参加渡江战役。时张序三任连指导员，连长不在，代理连长职务，渡江后张序三所在部队驻守江阴炮台，并看守起义的国军永绩号炮舰。
1949年4月23日，海军成立，张序三所在部队编为华东军区海军警卫团，后分配到美盛号中型坦克登陆舰（后该舰更名为黄河号）任政治军官，后任该舰副舰长。
1952年赴苏联留学，进入列宁格勒海军专科学校外训系中国队舰长班学习海军专业知识，1954年回国。回国后张序三在西安号护卫舰上担任实习舰长，曾驾舰护送国防部长彭德怀元帅视察海岛。
1954年，苏联卖给中国四艘07型驱逐舰，是为中国海军早期“四大金刚”。张序三调至长春号驱逐舰，后于1956年任长春号驱逐舰舰长，时年27岁，为中国海军历史上最年轻的驱逐舰舰长。
1962年4月12日，美国海军狄海文号驱逐舰入侵青岛海域，张序三指挥长春舰监视驱逐，将美国驱逐舰逼出中国领海。1964年张序三升任驱逐舰第51大队大队长，后参与驱逐舰导弹化改装，将“四大金刚”改装为导弹驱逐舰。1969年任舟山基地副参谋长，后任参谋长。1974年参与了西沙海战的基地支援。
1975年张序三进入海军总部，任海军军训部部长，后任海军副参谋长。
1980年，中国海军组建海上特混编队，参加远程运载火箭飞行试验，张序三任编队参谋长，指挥中国海军编队第一次横穿赤道。1983年5月，张序三率X950油水补给船和Y832运输船组成编队，进入南沙群岛曾母暗沙海域。1983年5月22日，张序三率编队在曾母暗沙抛锚，是为中国人民解放军海军首次在南沙群岛、曾母暗沙航行。
张序三结束南沙航行后，任海军学院院长。1985年7月任海军副司令员，后兼任海军参谋长。1988年3月14日，在海军总部作战室远程指挥赤瓜礁海战。1988年9月获海军中将军衔。
1992年改任军事科学院政治委员，将海军中将军衔改为中将军衔，改穿陆军军服。张序三表示十分不满，说：“中央军委主席给我任命的军衔，岂能随便改动。”他认为解放军是三军合成的军队，没有必要进入了总部就要改穿陆军军服。后经过张序三与一批将领的努力，解放军自21世纪以来，取消了这一进入总部即改为陆军的制度。
1993年12月，张序三退役。后担任全国人大常委会委员、全国人大教科文卫委员会委员。2003年正式退休
。